# Gong Li
Gong Li (egyszerűsített kínai: 巩俐; hagyományos kínai: 鞏俐; pinjin: Gǒng Lì, magyaros: Kung Li) (Senjang, 1965. december 31. –) kínai színésznő. Nemzetközi megjelenését Csang Ji-mou rendezővel való közös munkája segítette elő, és fontos résztvevője a kínai mozi Európába és az Egyesült Államokba való eljuttatásának.

## Korai évek
Gong Li Senjangban született, egy öt gyermekes család legfiatalabbjaként. Apja közgazdász professzor, anyja tanárnő volt. Gong Li Csinanban nőtt fel, Santung fővárosában.
1985-ben Gong Kína legjobb zeneiskolájába felvételizett sikertelenül. Ugyanabban az évben később felvették az elismert pekingi Central Academy of Drama iskolába, ahol 1989-ben végzett. Ez idő alatt fedezte fel őt Csang Ji-mou, és első rendezése, a Red Sorghum című film főszereplőjének választotta.

## Karrier
A Vörös cirokmező című filmben való 1987-es debütálása után nemzetközi elismertséget szerzett Zhang Yimou filmjeiben közreműködéseivel, 1990-ben a Ju Dou és az Oscar-díj jelölt A vörös lámpások, 1992-ben pedig a Kjú Dzsű története. 
1998. júniusban Gong Li megkapta a Ordre des Arts et des Lettres francia kitüntetést. Két évvel később felkérést kapott, hogy Berlini Nemzetközi Filmfesztivál nemzetközi zsűrijének elnöke legyen a fesztivál 50. évfordulóján.
1993-ban New York Film Critics Circle-díjban részesült az Isten veled, ágyasom! című filmben nyújtott alakításáért. A Chen Kaige által rendezett film az első jelentős szerepe volt, mely nem Yimou-film volt. 2006-ban a Premiere Magazin minden idők 89. legjobb előadójának értékelte ugyanezen szerepe miatt. 
2000. október 16-án a Mezőgazdasági és Élelmezési Világszervezet nagykövetének választották.
Nem törődve a politikai következményekkel, Gong Li bírálni kezdte Kína cenzori tevékenységét. Az Isten veled, ágyasom! és a Kjú Dzsű története eleinte betiltott film volt Kínában, mert a kínai kormány alig takart kritikáit tartalmazta. A Jou Du című filmjéről szexuális témája miatt a kínai cenzúra úgy vélte, „rossz hatással van a fiatalok fizikai és lelki egészségére”.
Népszerűsége ellenére Gong Li éveken át elkerülte Hollywoodot, megfelelő angol tudásának hiánya miatt. Első angol nyelvű filmje 2005-ben az Egy gésa emlékiratai volt, mely jellemzően pozitív visszhangot kapott. Az ezt követő angol nyelvű szerepeihez (Az utolsó éjszaka Hongkongban, Miami Vice, Hannibal ébredése) a szövegeit fonetikusan tanulta meg. 

## Filmjei
- Vörös cirokmező 1987.
- The Empress Dowager 1989.
- Mr. Sunshine 1989.
- Codename Cougar 1989.
- Ősi harcos 1990.
- Ju Dou 1990.
- God of Gamblers III: Back to Shanghai 1991.
- A vörös lámpások 1991.
- The Banquet 1991.
- Kjú Dzsű története 1992.
- Mary from Beijing 1992.
- Isten veled, ágyasom! 1992.
- Flirting Scholar 1992.
- Dragon Chronicles: The Maidens of Heavenly Mountain 1994.
- A Soul Haunted by Painting 1994.
- To Live 1994.
- King of Western Chu 1994.
- A sanghaji maffia 1995.
- Csábító Hold 1996.
- Az utolsó éjszaka Hongkongban 1997.
- A császár és a gyilkos 1999.
- Breaking the Silence 2000.
- Csou Yü vonata 2002.
- 2046 2004.
- Eros 2004.
- Egy gésa emlékiratai 2005
- Miami Vice 2006.
- Az aranyszirmok átka 2006.
- Hannibal ébredése 2007.
- Sanghaj 2010.

## Magánélet
Zhang Yimou-val való együttműködése tönkrement kapcsolatuk után lezárult, de 2006-ban az Aranyvirág átka című filmben újra együtt dolgoztak.
1996. február 15-én hozzáment Ooi Hoe Soeng szingapúri üzletemberhez, majd 2010-ben elváltak. 2006-ban Kína legszebb nőjének választották. 2008-ban megszerezte a szingapúri állampolgárságot.  2019-ben hozzáment Jean Michel Jarre zeneszerző - előadóhoz.